# حبیب محمدی
سید محمدحبیب محمدی (زاده ۱۲۸۳ لاهیجان – درگذشته ۱۳۵۰) نقاش لاهیجانی، پدر نقاشی مدرن گیلان و از نخستین نقاشان ایرانی است که طبیعت و زندگی شهری در آثارش جلوه‌ای خاص یافته‌است.

## زندگی
سید محمدحبیب محمدی در سال ۱۲۸۳ خورشیدی در حاجی‌طرخان لاهیجان زاده شد. پدر و عموی وی، که برخی اصلیت آن‌ها را از لنگرود دانسته‌اند، از تجار ایرانی مقیم باکو در دوران حکومت تزاری بوده‌اند و جد حبیب محمدی، «سیدمحمد خوشنویس»، از خطاطان بنام دوران خود بود. وی از کودکی به نقاشی علاقه‌مند بود و در سنین نوجوانی نزد نقاش مهاجر آلمانی «ورت کرت» و استاد مشهور «ولاسف»، عضو فرهنگستان ایتالیا، به فراگیری نقاشی پرداخت.
محمدی پس از اخذ دیپلم آکادمی نقاشی به مسکو سفر کرد و در رشتهٔ مجسمه‌سازی به تحصیل پرداخت. وی زیر نظر «گوتوف»، مجسمه‌ساز معروف و عضو آکادمی روسیه، هنر مجسمه‌سازی را فرا گرفت. پس از فراغت از تحصیل در مدارس باکو به تدریس و تعلیم پرداخت و به خلق آثارش پرداخت. حاصل کار و کوشش و فعالیت‌های هنری او در این دوران ۳۶۰ تابلو بود که هنگام بازگشت به ایران در سال ۱۳۱۷ توسط دولت شوروی ضبط شد؛ به این بهانه که این تابلوها جزء آثار هنری کشور بوده و خروج آن‌ها طبق قانون ممنوع است.
محمدی در بازگشت به ایران ابتدا در بندر انزلی و سپس لنگرود ساکن شد. پس از شهریور ۱۳۲۰، به رشت رفت و در ضلع شرقی بازارچهٔ سبزه میدان کارگاهی دایر نمود و به کار تعلیم نقاشی و تابلوسازی و خلق آثار هنری پرداخت.
حبیب محمدی در سال ۱۳۳۶ به تهران مهاجرت کرد و در بخش دکورسازی تلویزیون به کار مشغول شد و سال‌ها بعد در فراموشی ذهن‌ها درگذشت.

## سبک نقاشی

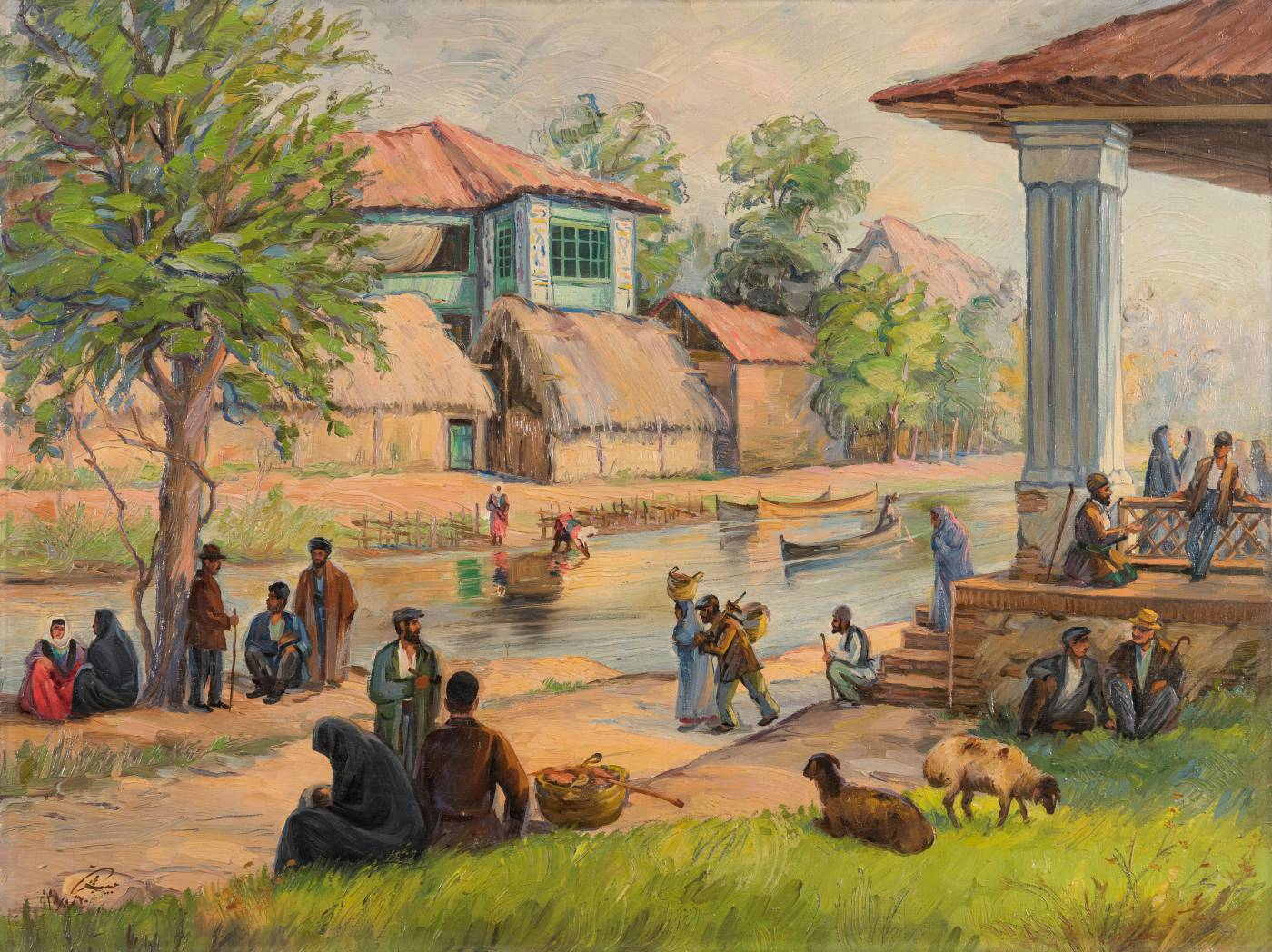
نقاشی بی‌عنوان از حبیب محمدی

نقاشی‌های محمدی بیشتر از کوچه‌ها و خانه‌های عادی رشت بود یا از محله‌هایی مانند ساغری‌سازان یا از باغ محتشم. سبک او نوعی امپرسیونیسم بی‌رمق آلاروس بود با رنگ‌های غلیظ و ضربهٔ قلم‌های قوی. او نقاش خوبی بود اما از آن‌جا که دوران رئالیسم سوسیالیسم استالین را گذرانده بود، حد نهایی کارش نوعی امپرسیونیسم «مانه»وار بود.
به اعتقاد آیدین آغداشلو حبیب محمدی از نخستین نقاشان ایرانی است که طبیعت و زندگی شهری در آثارش جلوه‌ای خاص یافته‌است و در کنار این همه، شخصیت انسانی این نقاش او را متمایز از هنرمندان دوران خود می‌سازد.

## نمایشگاه‌ها و یادبودها
سالن شهرداری رشت — که قرار بود در ۱۳۵۵ خورشیدی تبدیل به موزهٔ نقاشی شود — در ۱۳۳۱، پذیرای نمایشگاهی از آثار حبیب محمدی بود. از میزان استقبال جامعهٔ هنری و عامهٔ مردم گیلان از این نمایشگاه اخباری در دست نیست.
در روز ۳ مرداد ۱۳۸۱، آتلیهٔ نقاشی پویا توانست در روز افتتاح گالری پویا، نمایشگاهی از آثار حبیب محمدی برگزار کند. سیاوش یحیی‌زاده، نقاش و مدیر گالری پویا، با پیگیری مدام خود سرانجام توانست تابلوهای نقاش همشری خود را از انبار موزهٔ رشت به دیوار نمایشگاه آتلیهٔ خود بکشاند. ۱۳ تابلوی رنگی و ۲۱ تابلوی سیاه‌وسفید به همراه ۵ تابلو از بهمن محصص، شاگرد برجستهٔ حبیب محمدی، در آن روز به نمایش درآمد.
در شهریور ۱۳۹۱ مجموعه عکس‌های مربوط به حبیب محمدی به عنوان یکی از پیشگامان نقاشی مدرن در گیلان و در راستای گردآوری مجموعه عکس‌های تاریخی اشخاص  به سفارش سازمان اسناد و کتابخانه ملی ایران و توسط برادرزادهٔ وی گردآوری شد.

## شاگردان
در سال‌های بعد از شهریور ۱۳۲۰، حبیب محمدی تنها کسی بود که آموخته‌های آکادمیک خود را در رشت به هنرآموزان نقاشی منتقل می‌کرد و این هنر را به طور اصولی آموزش می‌داد. از شاگردان حبیب محمدی می‌توان به بهمن محصص اشاره کرد که از شاگردان وفادار او بود. آیدین آغداشلو، یکی دیگر از شاگردان برجستهٔ این استاد بود که با آن‌که مدت زیادی به شاگردی او نگذراند خود را از شاگردان او می‌دانست. وفاداری بی‌چون و چرای بهمن محصص به حبیب محمدی شگفت‌انگیز بود. او تا وقتی که ساکن ایران بود، برای استاد پیر از کار افتادهٔ بی‌پولش، پول و کار دست و پا می‌کرد و یک بار به اصرار آیدین آغداشلو واسطه کرد تا مجموعه‌ای از کارهای او به موزهٔ هنرهای معاصر تهران هدیه شود. کارهای حبیب محمدی — در قیاس با شاهکارهایی که محصص دیده بود و کارهای خود او — نقاشی‌های معمولی و متوسطی بودند، اما هر بار که محصص نقاشی‌های استادش را ورق می‌زد انگار که اوراق مقدسی را لمس می‌کرد.
از شاگردان غیرمستقیم او که با دیدن نقاشی‌هایش در آتلیهٔ او در رشت تحت تأثیرش قرار گرفتند می‌توان به قاسم حاجی‌زاده، حسین محجوبی بودند.

## پی‌نوشت
1. ↑  «محمد حبیب محمدی (1350-1283) - Tehran Auction». بایگانی‌شده از اصلی در ۲۵ اكتبر ۲۰۲۱. دریافت‌شده در 2021-10-24. تاریخ وارد شده در |archive-date= را بررسی کنید (کمک)
2. ↑  سقراطی، «در گاه‌یاد حبیب محمدی»، تندیس، ۸.
3. ↑  سقراطی، «در گاه‌یاد حبیب محمدی»، تندیس، ۹.
4. ↑  ضیاءپور، «فصل پانزهم: نقاشان گیلان»، کتاب گیلان، ۳:‎ ۳۹۷-۴۲۳.
5. ↑  سقراطی، «در گاه‌یاد حبیب محمدی»، تندیس، ۹.
6. ↑  ضیاءپور، «فصل پانزهم: نقاشان گیلان»، کتاب گیلان، ۳:‎ ۳۹۷-۴۲۳.
7. ↑  ضیاءپور، «فصل پانزهم: نقاشان گیلان»، کتاب گیلان، ۳:‎ ۳۹۷-۴۲۳.
8. ↑  ضیاءپور، «فصل پانزهم: نقاشان گیلان»، کتاب گیلان، ۳:‎ ۳۹۷-۴۲۳.
9. ↑  سقراطی، «در گاه‌یاد حبیب محمدی»، تندیس، ۹.
10. ↑  ضیاءپور، «فصل پانزهم: نقاشان گیلان»، کتاب گیلان، ۳:‎ ۳۹۷-۴۲۳.
11. ↑  سقراطی، «در گاه‌یاد حبیب محمدی»، تندیس، ۹.
12. ↑  سقراطی، «در گاه‌یاد حبیب محمدی»، تندیس، ۹.
13. ↑  سقراطی، «در گاه‌یاد حبیب محمدی»، تندیس، ۹.
14. ↑  سقراطی، «در گاه‌یاد حبیب محمدی»، تندیس، ۹.
15. ↑  سقراطی، «در گاه‌یاد حبیب محمدی»، تندیس، ۹.
16. ↑  سقراطی، «در گاه‌یاد حبیب محمدی»، تندیس، ۹.
17. ↑  سقراطی، «در گاه‌یاد حبیب محمدی»، تندیس، ۹.
18. ↑  سقراطی، «در گاه‌یاد حبیب محمدی»، تندیس، ۹.
19. ↑  سقراطی، «در گاه‌یاد حبیب محمدی»، تندیس، ۹.
20. ↑  «مجموعه عکس‌های نقاش...»،  ایرانا.
21. ↑  سقراطی، «در گاه‌یاد حبیب محمدی»، تندیس، ۸.
22. ↑  سقراطی، «در گاه‌یاد حبیب محمدی»، تندیس، ۹.
23. ↑  سقراطی، «در گاه‌یاد حبیب محمدی»، تندیس، ۹.
24. ↑  سقراطی، «در گاه‌یاد حبیب محمدی»، تندیس، ۹.
25. ↑  سقراطی، «در گاه‌یاد حبیب محمدی»، تندیس، ۸.
26. ↑  سقراطی، «در گاه‌یاد حبیب محمدی»، تندیس، ۹.
27. ↑  سقراطی، «در گاه‌یاد حبیب محمدی»، تندیس، ۸.